# Al-Mubàrak ibn Kàmil
Al-Mubàrak ibn Kàmil ibn Alí fou un príncep munqídhida nascut a Xaizar. Va estudiar a la Meca i Bagdad. Va servir a Saladí a Egipte i el 1174 va ser enviat al Iemen amb al-Muàddham Turan-Xah, on fou governador de Zabid. Va tornar a Egipte el 1276 deixant el govern de Zabid al seu germà Hittan ibn Kàmil. El 1182 va caure en desgràcia sembla que a causa de la seva tirania al govern de Zabid. Va recuperar el favor i va ocupar altes funcions administratives. Va morir el 1193.